# راسيل هيلمان
راسيل هيلمان هو سياسي أمريكي، ولد في 9 سبتمبر 1917 في بلدة أوسيولا في الولايات المتحدة، وتوفي في 9 يونيو 2004 في هانكوك في الولايات المتحدة. نشط حزبياً في Michigan Democratic Party ‏. وقد انتخب عضو مجلس نواب ميشيغان ‏.